# Alexander Nevski (grootvorst)
Alexander Jaroslavitsj Nevski (Russisch: Алекса́ндр Яросла́вич Не́вский, Aleksandr Jaroslavitsj Nevski) (Pereslavl-Zalesski, 13 mei 1220 - Gorodets, 14 november 1263) was vorst van Novgorod en grootvorst van Vladimir. Hij was de zoon van vorst Jaroslav.
Novgorod was een van de belangrijkste steden van het toenmalige Rusland en de belangrijkste handelsstad vanwege haar verbinding met de Hanze. In 1240 versloeg Alexander het Zweedse leger aan de rivier de Neva, vandaar zijn bijnaam "Nevski". Twee jaar later in 1242 versloeg hij ook het leger van de Duitse Orde in een slag op het dichtgevroren Peipusmeer en stopte zo de opmars van de Duitse Orde naar het Oosten. Alexander Nevski wordt geëerd als de stichter van het Russische rijk. Zijn rol in de tijd van de Tataarse inval is omstreden, omdat hij van Novgorod, dat de Tataren niet in bezit hadden, tribuutgeld verlangde. Hij raakte in opspraak door de Tataren te ondersteunen in plaats van ze te bevechten. Een mogelijke verklaring is echter, dat hij meende de islamitische Tataren nodig te hebben als tegenwicht tegen de katholieke Europese mogendheden. Vlak voor zijn dood legde hij de monniksgeloften af en nam de naam Alexius aan. Binnen de Russisch-orthodoxe Kerk geldt hij als heilige. Zijn feestdagen zijn op 23 november (overlijden), 23 mei (synaxis van de heiligen van Rostov Veliki en Jaroslavl) en 30 augustus (overbrenging van zijn relieken).
De beroemde Russische filmregisseur Sergej Eisenstein maakte een film over zijn leven, met bijbehorende veldslagen, genaamd Aleksander Nevski. Bij de film componeerde de Russische componist Sergej Prokofjev speciaal muziek onder de naam Aleksander Nevski. Alexander Nevski werd geadopteerd door Batu Khan en was de anda (bloedbroeder) van diens zoon Sartaq.
In de Grote Vaderlandse Oorlog werd hij door de Sovjets als voorbeeld voor het Russische volk gebruikt, dit echter zonder hem als orthodox heilige te vermelden.
Rusland eerde Alexander Nevski drie maal met het instellen van een hoge, naar hem genoemde Ridderorde. De Tsaren vernoemden de Orde naar "Sint" Alexander Nevski, maar Stalin liet de verwijzing naar de heiligverklaring weg. President Boris Jeltsin stelde op zijn beurt weer een Orde van Sint-Alexander Nevski in.

## Diversen
- Het eerste Russisch-orthodoxe kerkgebouw in Nederland, de Alexander Nevskikerk te Rotterdam, in traditionele stijl gebouwd, is aan hem gewijd.
- In 2008 werd hij door de Russische bevolking uitgeroepen als grootste Rus aller tijden.